# Балаур
Бала̀ур (на румънски: balaur) е румънско митологично същество, аналог на дракона и в българската митология ламята. Балаурът може да достигне огромни размери и има крила и много глави (обикновено три, но в някои текстове се споменават седем или дванадесет).
Балаурът често е герой в румънските приказки, където той е лош герой (антагонист). Най-често е побеждаван от юнака Фът Фрумос.
Смята се, че думата „балаур“ идва от корените bel- (силен) или bhel- (растящ) от индоевропейския праезик.

## Интересни факти
- Балаур е често срещана фамилия в Молдова
- Името на расата дракони Yong от играта „Aion“ е преведено на европейските езици като „балаур“
- През 2010 г. в Румъния е открит динозавърът Balaur bondoc.